# Oelixdorf
Oelixdorf – miejscowość i gmina w Niemczech, w kraju związkowym Szlezwik-Holsztyn, w powiecie Steinburg, wchodzi w skład Związku Gmin Breitenburg.